# المدة النيابية الثالثة لمجلس نواب الشعب التونسي
المدة النيابية الثالثة لمجلس نواب الشعب التونسي افتُتحت في 13 مارس 2023 لولاية مدتها خمسة سنوات من المقرر أن تنتهي في 2028. هي ثالث مدة نيابية بعد الثورة التونسية في 2011 والأولى بعد إقرار الدستور الجديد في 2022.
أُجريت الانتخابات التشريعية لإنتخاب أعضاء هذه المدة النيابية على دورتين يومي 17 ديسمبر 2022 و29 يناير 2023.

## مكونات المجلس
لم تُحدد بعد.

## مقالات ذات صلة
- الانتخابات التشريعية التونسية 2022
- مجلس نواب الشعب (تونس)
- البرلمان التونسي